# ハインリヒ・クリストフ・コルベ
ハインリヒ・クリストフ・コルベ（Heinrich Christoph Kolbe または Heinrich Christian Kolbe、1771年4月2日 - 1836年1月16日）はドイツの画家である。肖像画を描きデュッセルドルフ美術アカデミーの教授をつとめた。

## 略歴
デュッセルドルフで生まれた。「プファルツ選帝侯領絵画、彫刻、建築アカデミー」（後のデュッセルドルフ美術アカデミー）でヨハン・ペーター・フォン・ランガーに学んだ。フランス革命の後、デュッセルドルフは戦場となり、美術アカデミーは活動を停止した。コルベはランガーが設立した壁紙の会社で働き、1801年に壁紙の会社がパリに移るとパリに移り、10年間パリに滞在した。パリではフランソワ＝アンドレ・ヴァンサンに学んだ。
1806年にパリでフランス人女性と結婚し、一人の娘と息子が生まれたパリを訪れたロマン派の思想家、フリードリヒ・シュレーゲルのグループに加わり、シュレーゲルの雑誌のために働いた。新古典派の画家、フランソワ・ジェラールのスタジオも訪れた。1811年の春にデュッセルドルフに戻り、肖像画家として成功した。1818年から1820年の間、再びパリに滞在し、サロン・ド・パリに出展した。1822年にデュッセルドルフ美術アカデミーの教授に任じられたが、1826年に新しく校長となったフリードリッヒ・ヴィルヘルム・フォン・シャドーが、宗教画に重点をおいたため、対立することになり、1831年に教授を辞めた。
コルベの教えた学生にはアンドレアス・アッヒェンバッハ、アルフレート・レーテル、ヨハン・フェルテン、ヨハン・ヴィルヘルム・シルマーらがいる。
息子のエティエンヌ(Étienne Kolbe:1809-1834)も画家になったが若くして病没した。

## 作品

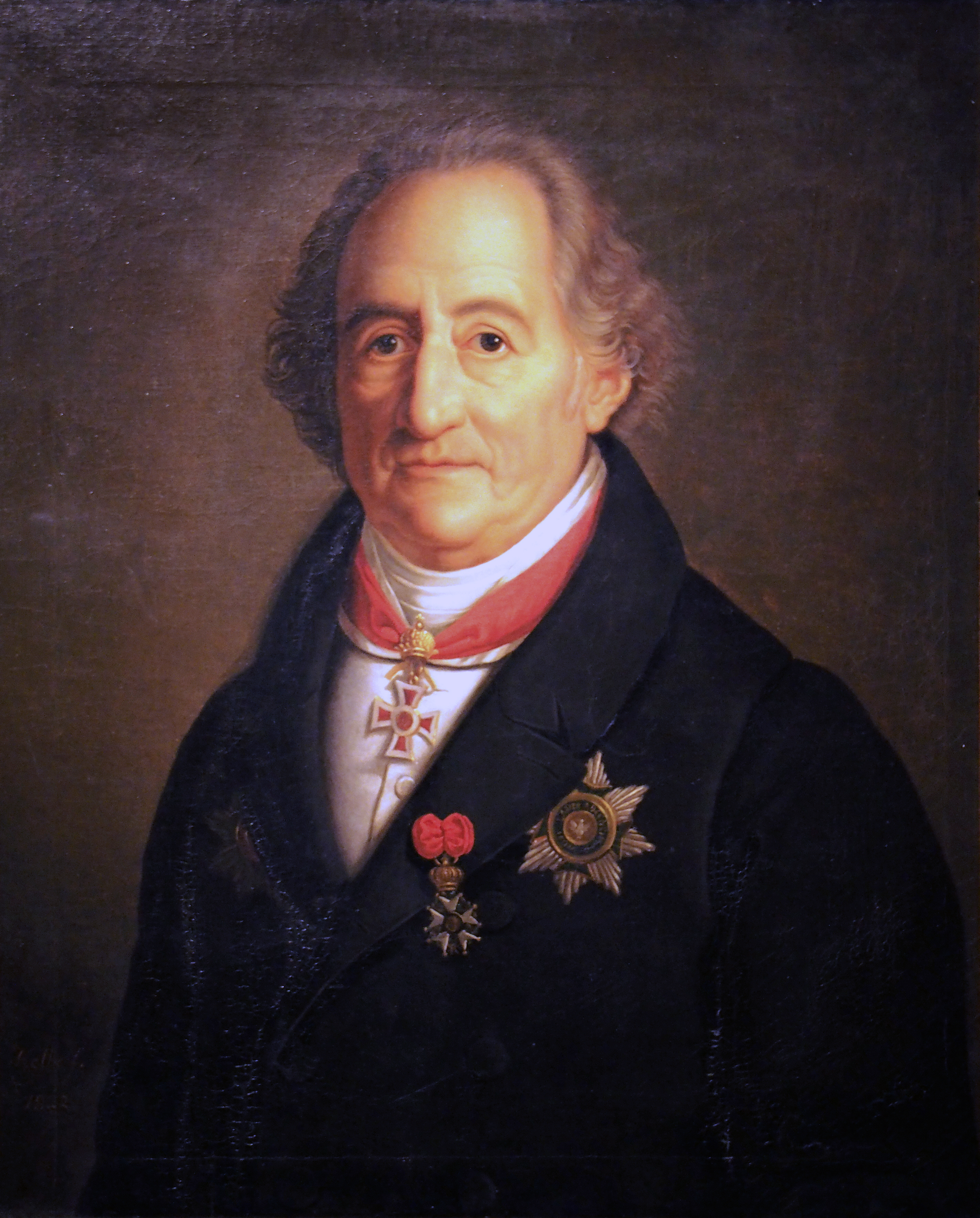
ヨハン・ヴォルフガング・フォン・ゲーテ (1822)
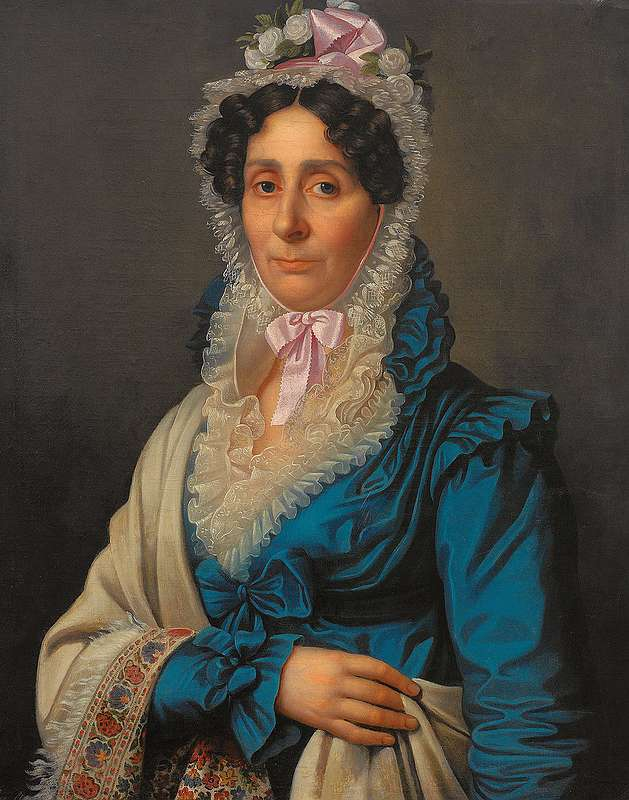
婦人像
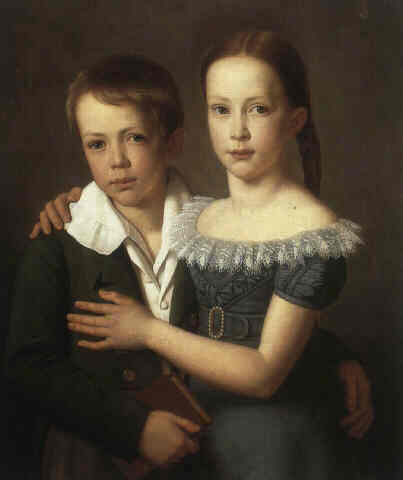
画家の子供たちの肖像 (1825)
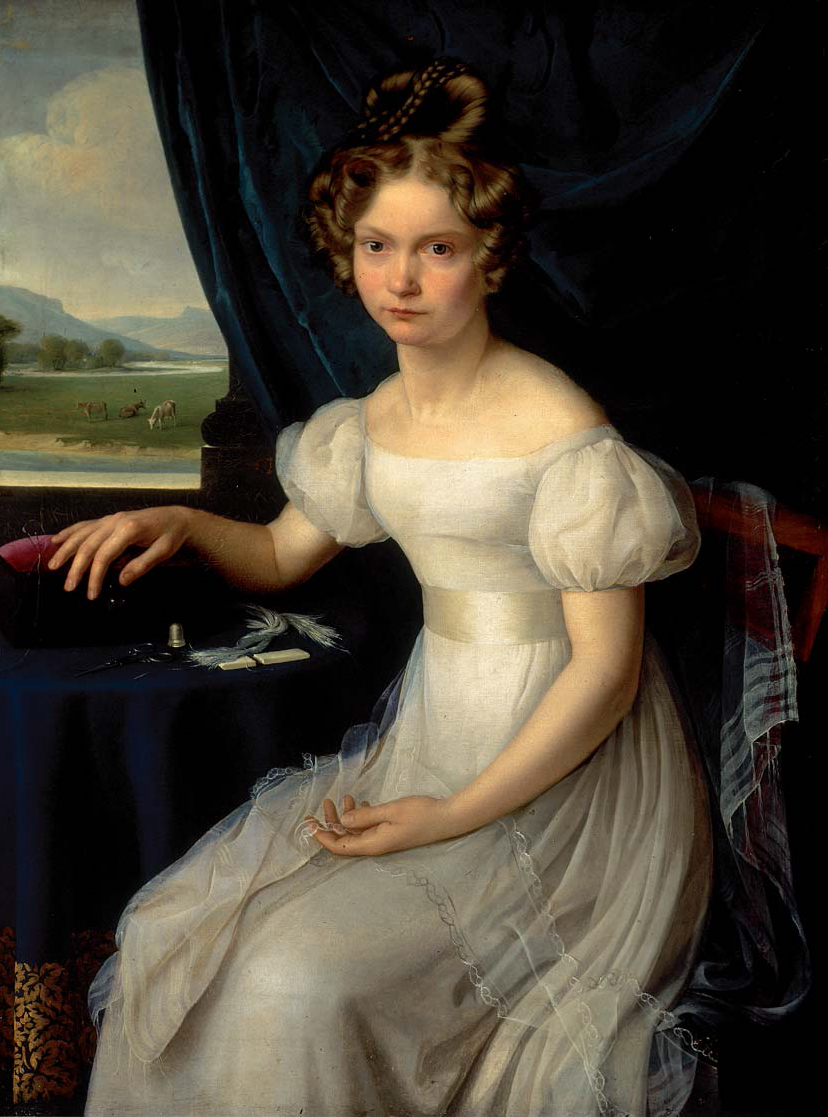
画家の娘の肖像 (1825)
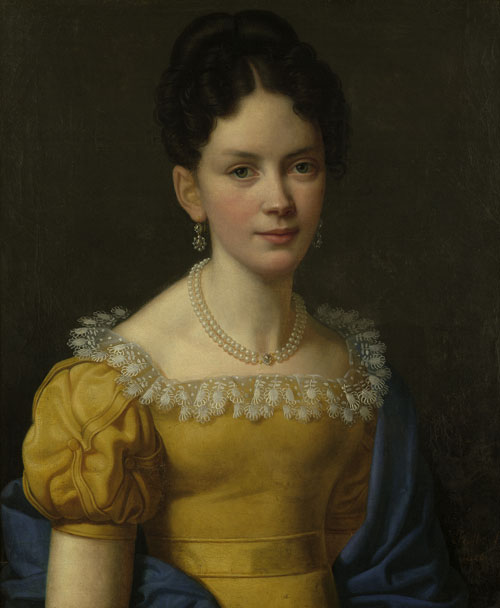
若い女性の肖像画 (1826)
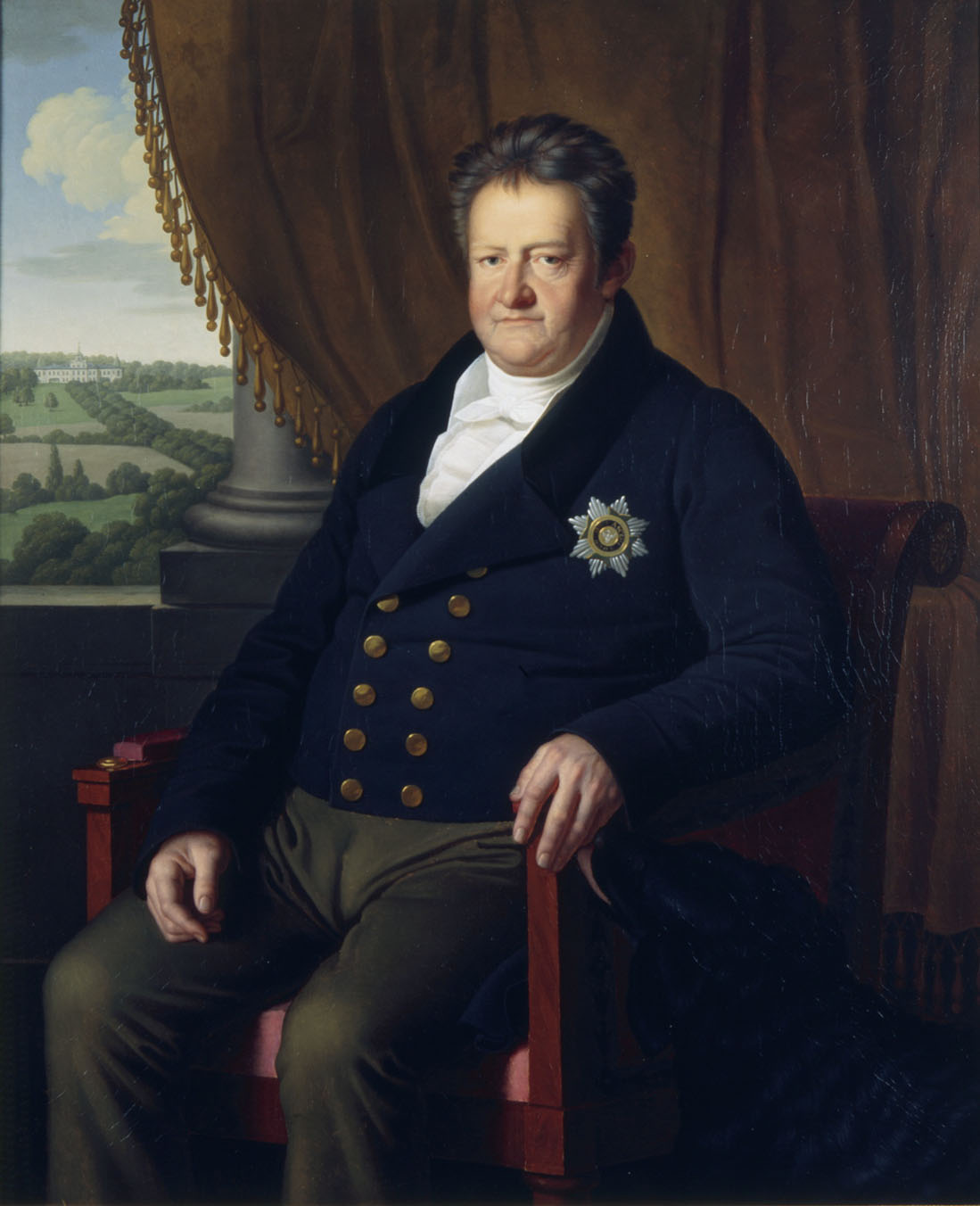
カール・アウグスト (ザクセン＝ヴァイマル＝アイゼナハ大公) (1822)
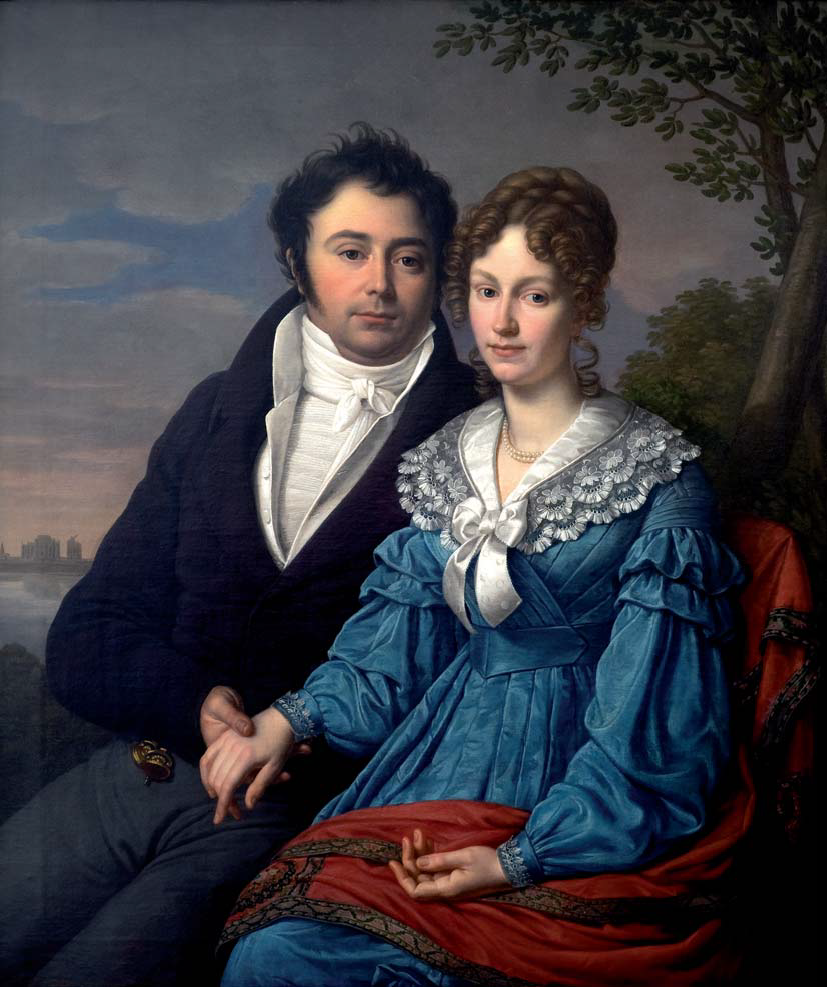
(c.1817)
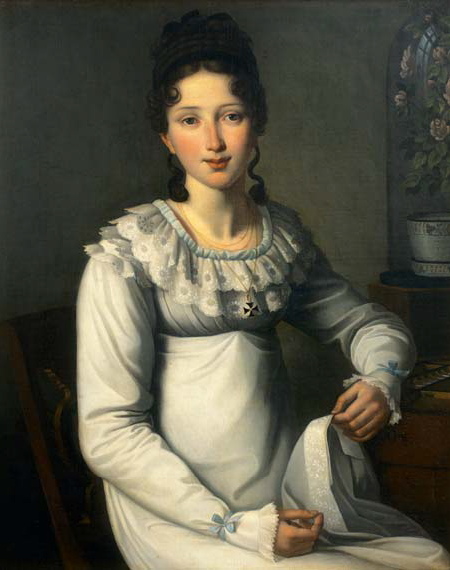